# Заиб
Заиб — село в Хунзахском районе Дагестана. Входит в состав сельского поселения Хунзахский сельсовет.

## Географическое положение
Расположено на левом берегу реки Аварское Койсу, в 6 км к югу от районного центра и центра сельского поселения — села Хунзах.

## Население
| 1926 | 1939 | 1970 | 1989 | 2002 | 2010 | 2021 |
| ---- | ---- | ---- | ---- | ---- | ---- | ---- |
| 56   | ↗105 | ↗158 | ↗183 | ↗239 | ↘224 | ↗236 |

По данным Всероссийской переписи населения 2010 года — моноэтничное аварское село.